# Jehi kewod
Jehi kewod (hebräisch יְהִי כְבוֹד ה' לעולם; deutsch „Ewig bleibt die Herrlichkeit Gottes“) ist ein Bestandteil des jüdischen Morgengebets.

## Beschreibung
Es wird täglich während des Psuke desimra vor Aschrei rezitiert.  
Die aschkenasische Fassung des Textes besteht aus 18 Versen. 
Das Gebet besteht aus einer Serie von Versen, die während des Psuke desimra in folgender Reihenfolge vorgetragen werden:
- Psalm 104,31
- Psalm 113,2-4
- Psalm 135,13
- Psalm 103,19
- 1. Buch der Chronik: 16,31
- Psalm 10,16
- Psalm 92,1
- Exodus 15,18
- Psalm 10,16
- Psalm 33,10
- Proverbien 19,21
- Psalm 33,11
- Psalm 33,9
- Psalm 132,13
- Psalm 135,4
- Psalm 94,14
- Psalm 78,38
- Psalm 20,09
- Psalm 46,12 (in Ritus der Juden aus dem Jemen).

### Interpretationen
Die Reihenfolge – Jehi kewod vor Aschrei – sei bezeichnend: Jehi kewod zeige das äußere Bild Gottes als allmächtiger Meister. Die erste Hälfte des Gebets beschreibt Gott als den Meister der Natur. Die zweite Hälfte beschreibt Gott als den Meister der Geschichte. Aschrei jedoch symbolisiert die innere Beziehung zwischen Gott und Mensch, in der Gott als Helfer und Tröster auftritt, dessen Güte immer in der Nähe des Anbetenden ist. 
Die Zahl der Verse, 18, sei von Bedeutung. Der Name Gottes wird im Gebet 21 Mal erwähnt, in Anspielung auf die 21 Verse in Aschrei.

## Text, Transliteration und Übersetzung
| „יְהִי כְבוד ה' לְעולָם. יִשמַח יְהוָה בְּמַעֲשיו                                                      | „Jehi kewod Adonai le-olam. Jismach Adonai be-m'assaw.                  | „Ewig bleibt die Herrlichkeit Gottes, möge Gott Freude haben an seinen Geschöpfen.                                          |
| יְהִי שֵׁם יְהוָה מְברָךְ. מֵעַתָּה וְעַד עולָם                                                           | Jehi schem Adonai meworach. me'ata we-od olam.                          | Es werde der Name Gottes gesegnet von jetzt bis in Ewigkeit.                                                                |
| מִמִּזְרַח שֶׁמֶשׁ עַד מְבוֹאוֹ. מְהֻלָּל שֵׁם יְהוָה'                                                         | mi'misrach schemesch ad me-wo'o. mehulal schem adonai.                  | Wohl wird von Sonnenaufgang bis zum Niedergang in Thatenlob der Name Gottes gepriesen;                                      |
| רָם עַל כָּל גּויִם יְהוָה. עַל הַשָּׁמַיִם כְּבודו                                                        | ram al kol go'im Adonai. Al ha-schamajim kewodo.                        | hoch über allen Völkern ist ja Gott, über die Himmel hinaus ist seine Herrlichkeit.                                         |
| יְהוָה שִׁמְךָ לְעולָם. יְהוָה זִכְרְךָ לְדור וָדור                                                       | Adonai schimcha le-olam. Adonai sichrecha le-dor wa-dor.                | Gott, Dein Name ist auf ewig, Gott, Dein Andenken für jeglich Geschlecht.                                                   |
| יְהוָה בַּשָׁמַיִם הֵכִין כִּסְאו. וּמַלְכוּתו בַּכּל מָשָׁלָה                                                    | Adonai ba-schamajim hechin kisso. U-malechto ba-kol maschalah.          | Gott, im Himmel hat er seinen Thron gegründet, aber seine Herrschaft waltet über alles.                                     |
| יְהִי כְבוד ה' לְעולָם. יִשמַח יְהוָה בְּמַעֲשיו                                                       | Jehi kewod Adonai le-olam. Jismach Adonai be-m'assaw.                   | Ewig bleibt die Herrlichkeit Gottes, möge Gott Freude haben an seinen Geschöpfen.                                           |
| יִשמְחוּ הַשָּׁמַיִם וְתָגֵל הָאָרֶץ. וְיאמְרוּ בַגּויִם יְהוָה מָלָךְ                                              | Jismach ha-Schamajim we-tagen ha-Aretz. We-amru ba-Gojim Adonai malach. | Es freuen sich die Himmel, laut freut sich die Erde, und man spreche unter den Völkern: Gott hat die Herrschaft angetreten. |
| יְהוָה מֶלֶךְ. יְהוָה מָלָךְ. יְהוָה יִמְלךְ לְעולָם וָעֶד                                                   | Adonai melech. Adonai malach. Adonai jimloch le-olam wa-ed.             | Gott ist König, Gott war König, Gott wird als König walten in alle Ewigkeit.                                                |
| יְהוָה מֶלֶךְ עולָם וָעֶד. אָבְדוּ גויִם מֵאַרְצו                                                        | Adonai melech olam wa-ed. Awdu gojim ma'arezo.                          | Gott ist König zu allen Zeiten, selbst Völker gehen von seiner Erde verloren.                                               |
| יְהוָה הֵפִיר עֲצַת גּויִם. הֵנִיא מַחְשְׁבות עַמִּים                                                      | Adonai hefir azat gojim. heni machschewot amim.                         | Gott hat vereitelt der Völker Pläne, hat versagt der Nationen Gedanken.                                                     |
| רַבּות מַחֲשָׁבות בְּלֶב אִישׁ. וַעֲצַת יְהוָה הִיא תָקוּם                                                   | Rabot machaschawot be-lew isch. Wa'azat Adonai hi takum.                | Viele Gedanken sind im Herzen des Menschen, aber Gottes Plan, der hat Bestand.                                              |
| עֲצַת יְהוָה לְעולָם תַּעֲמוד. מַחְשְׁבות לִבּו לְדר וָדר                                                  | Azat Adonai le-olam ta'amod. Machschewot libo le-Dor wa-Dor.            | Gottes Plan besteht für alle Zukunft hin, seines Herzens Gedanken werden jeglichem Geschlechte zu teil.                     |
| כִּי הוּא אָמַר וַיֶּהִי. הוּא צִוָּה וַיַּעֲמד                                                            | Ki hu amar: wa-jehi. Hu ziwa wa-ja'amad.                                | Denn Er sprach und es ward, Er gebot auch und es stand still.                                                               |
| כִּי בָחַר יְהוָה בְּצִיּון. אִוָּהּ לְמושָׁב לו                                                           | Ki bachar Adonai be-Zion. Iwa le-Moschaw lo .                           | Denn Zion hat Gott erwählt, hat es sich ersehen zu seinem Sitze.                                                            |
| כִּי יַעֲקב בָּחַר לו יָהּ. יִשרָאֵל לִסְגֻלָּתו                                                           | Ki Jaakob bachar lo Ja, Israel lisgulato .                              | Denn Jaakob hat sich Gott erwählt, Jisrael zu seinem Eigentum.                                                              |
| כִּי לא יִטּשׁ יְהוָה עַמּו. וְנַחֲלָתו לא יַעֲזב                                                        | Ki lo jitas Adonai amo, we-nachalato lo ja'asaw .                       | Denn Gott läßt sein Volk nicht fahren und verläßt sein Erbe nicht.                                                          |
| וְהוּא רַחוּם יְכַפֵּר עָון וְלא יַשְׁחִית.                                                             | we-hu rachum jechafer awon we-lo jaschchit.                             | Und Er, barmherzig, sühnt Sünde und läßt Verderben nicht eintreten                                                          |
| וְהִרְבָּה לְהָשִׁיב אַפּו. וְלא יָעִיר כָּל חֲמָתו.                                                        | we-hirba le-haschiw afo. we-lo ja'ir kol chamato.                       | nimmt wiederholt seinen Zorn zurück und läßt seinen Unwillen nicht ganz wach werden.                                        |
| יְהוָה הושִׁיעָה. הַמֶּלֶךְ יַעֲנֵנוּ בְיום קָרְאֵנוּ.“                                                      | Adonai hoschia. ha-melech ja-anenu be-jom karenu.“                      | Gott verleihe Heil! Der König ist's, als welcher er uns erhört am Tage, da wir rufen.“                                      |
| Quelle: Samson Raphael Hirsch: Sidur tefilot Yisrael, Israels Gebete, (סדור תפלות ישראל). |                                                                         | |